# أوزوالدو ميندا
أوزوالدو ميندا (مواليد 26 يوليو 1983) هو لاعب كرة قدم. يلعب مع منتخب الإكوادور لكرة القدم. سبق له أن لعب في كأس العالم لكرة القدم مع منتخب بلاده.

## مسيرته الكروية
لعب أوزوالدو ميندا خلال مسيرته الاحترافية مع 5 أندية في ثمانية عشر موسمًا وسجل خلالها 24 هدفًا ضمن 414 مباراة. ولم يفز بأي موسم بالكأس وفاز في أربعة مواسم بالدوري.
خاض أوزوالدو ميندا مسيرته مع نادي أوكاس في موسم 2001 في المرة الأولى ليلعب معه خمسة مواسم ثم ما بين عامي 2007 و2008 لمدة موسم واحد، مشاركًا طوالها في 124 مباراة سجل خلالها 11 هدفًا. ثم انتقل إلى ديبورتيفو كوينكا ما بين عامي 2006 و2007 لمدة موسم واحد، حيث شارك في 20 مباراة ولم يسجل أي هدف. لينتقل بعدها إلى نادي سوسيداد ديبورتيفو كيتو في موسم 2008 ليلعب معه أربعة مواسم، مشاركًا في 136 مباراة سجل خلالها 10 أهداف. ثم انتقل إلى نادي شيفاز يو إس أي في موسم 2012 واستمر معه طيلة ثلاثة مواسم، مشاركًا في 58 مباراة سجل خلالها هدفين. هذا وانتقل لاحقًا إلى نادي برشلونة في موسم 2015 ليلعب معه أربعة مواسم، مشاركًا في 76 مباراة سجل خلالها هدفًا واحدًا.

## روابط خارجية
- أوزوالدو ميندا على موقع الاتحاد الدولي (مؤرشف)  (الإنجليزية)
- أوزوالدو ميندا على موقع الدوري الأمريكي (الإنجليزية)
- أوزوالدو ميندا على موقع قاعدة بيانات كرة القدم.إي يو (الإنجليزية)
- أوزوالدو ميندا على موقع ناشيونال فوتبول تيمز (الإنجليزية)
- أوزوالدو ميندا على موقع Soccerway.com (الإنجليزية)
- أوزوالدو ميندا على موقع عالم كرة القدم.نت (الإنجليزية)
- أوزوالدو ميندا على موقع كووورة
- أوزوالدو ميندا على موقع AS.com (الإسبانية)